# Cornelius Adler
Cornelius Adler (* 21. Januar 1989 in Braunschweig) ist ein ehemaliger deutscher Basketballspieler. Er bestritt 58 Spiele in der Basketball-Bundesliga. Adler war deutscher Jugend- und A2-Nationalspieler.

## Karriere
Seine Karriere als Basketballspieler begann 2006 in seiner Heimatstadt Braunschweig. Dort spielte er von 2006 bis 2008 sowohl in der Nachwuchs-Basketball-Bundesliga als auch bei der SG Braunschweig.
Im Sommer 2008 wechselte er zu Erdgas Ehingen/Urspringschule in die ProB. Dieser Verein versteht sich selbst als Ausbildungsverein für junge Spieler, so dass meist recht viele junge deutsche Spieler dort unter Vertrag sind. In seiner Zeit an der Urspringschule leistete er dort seinen Zivildienst.
Zur Saison 2010/11 wechselte er zur BG Göttingen und damit erstmals zu einem Verein in die Basketball-Bundesliga. Allerdings erhielt er nur wenig Spielzeit, so dass sich beide Seiten im Dezember 2010 auf eine Vertragsauflösung einigten. Daraufhin schloss er sich dem Nürnberger Basketball Club (damals ProB) für die restliche Saison an. Im April 2011 wurde sein Vertrag mit dem NBC für zwei Jahre verlängert. Dank des Rückzugs der Dragons Rhöndorf aus der ProA stieg Adler zusammen mit Nürnberg zur Saison 2011/12 doch noch in die ProA auf. Im Juni 2013 wurde der Vertrag mit Adler, der sich inzwischen zum Publikumsliebling in Nürnberg entwickelt hatte, um zwei weitere Jahre verlängert.
Im Mai 2014 wechselte er in seine Heimatstadt zu den Basketball Löwen Braunschweig und damit zurück in die 1. Basketball-Bundesliga. Er unterschrieb einen Vertrag bis zum Ende der Saison 2015/16.
Im Juni 2016 wurde Adler von den Hamburg Towers aus der 2. Bundesliga ProA unter Vertrag genommen, allerdings kam er in seiner einzigen Saison mit der Mannschaft wegen einer Achillessehnenoperation nur auf sieben Einsätze für die Hanseaten.

## Erfolge
- Bester Korbschütze der NBBL-Saison 2007/2008 mit durchschnittlich 24,2 Punkten pro Spiel
- Youngster des Monats März 2011 in der ProB[11]